# Gail Dines
Gail Dines (Manchester, 29 luglio 1958) è un'attivista e saggista britannica con cittadinanza statunitense, appartenente al movimento femminista che si oppone alla pornografia, tanto da essere stata descritta dal quotidiano britannico The Guardian come «…la principale attivista anti-pornografia al mondo».

## Biografia
Dines è nata il 29 luglio 1958 a Manchester, in Inghilterra. Ha studiato dapprima per conseguire una laurea di primo livello all'Università di Salford, successivamente, per ottenere un dottorato di ricerca in sociologia nello stesso istituto. Si è trasferita in Israele nel 1980 all'età di 22 anni, dove si è sposata ed è diventata una femminista. Nel 1986 si è trasferita nuovamente, questa volta negli Stati Uniti. Dal 1986 ha lavorato al Wheelock College a Boston, dove è stata professoressa di sociologia nel Women's Studies e presidente dell'American Studies Department.

## Carriera
Dines è autrice di tre libri, fra cui Pornland, pubblicato nel 2010. Ha pubblicato molti articoli, fra cui alcuni sono apparsi nelle riviste New Left Project, Violence Against Women, CounterPunch, International Encyclopedia of Communication, Newsweek, Time, Working Woman, New York Times, Boston Globe, USA Today, Huffington Post e Daily Mail. Dines è membro fondatore dell'organizzazione femminista Stop Porn Culture e cofondatore dell'organizzazione National Feminist Anti-Pornography Movement. Dines ha tenuto conferenze e ha partecipato a dibattiti riguardo all'effetto della pornografia sulla società.
Nel 2011, Gail Dines è stata invitata insieme a Shelley Lubben, altra attivista nella lotta contro la pornografia, a confrontarsi con Anna Span in un dibattito presso l'Università di Cambridge sulla proposta di mozione "Questo ateneo ritiene che la pornografia offra un buon servizio pubblico". La mozione è stata approvata con 231 voti a favore, 187 voti contrari e 197 astensioni. Secondo Dines, i suoi avversari hanno avuto la meglio perché i votanti erano in gran parte "maschi di età compresa fra i 18 e 22 anni, che usufruiscono regolarmente di materiale pornografico".

## Punto di vista sulla pornografia
Secondo Dines la pornografia distorce l'opinione dell'utente sulla sessualità e rende più difficile la creazione di reali rapporti intimi con il partner. Dines sostiene che la pornografia moderna sia crudele e violenta a differenza di precedenti forme di pornografia che possono essere più familiari per il pubblico e che abbia l'effetto di tendere in generale a degradare la posizione delle donne nella società. Avanza anche la posizione che la prevalenza di pornografia sia un fattore che contribuisca ad aumentare la "domanda" di traffico sessuale.
Dines ritiene che la pornografia sia un problema di salute pubblica e che quindi siano necessarie misure legali per impedire l'accesso alla pornografia. Dines ha una posizione pro-censura e ha sostenuto recenti iniziative per attuare la censura della pornografia in Islanda. In un'intervista televisiva in Islanda nel 2012, il presentatore ha detto alla Dines che il ministro del welfare dell'Islanda, Guðbjartur Hannesson, si opponeva alla legislazione e aveva suggerito che era meglio "fare affidamento su un cambiamento di pensiero." La Dines ha risposto, "direi che è assolutamente necessario cambiare il modo di pensare della gente in proposito, ma direi che siamo a un tale livello di crisi che è necessario un approccio di salute pubblica. Così, una via sarebbe certamente l'istruzione e il modo di pensare della gente, ma sarei anche assolutamente a favore di una legislazione. Se si desidera fermare questa situazione allora si deve trovare un modo perché gli uomini islandesi non abbiano accesso alla pornografia hardcore". Successivamente, nella stessa intervista continua: "se volete veramente che le donne e le ragazze abbiano parità sessuale in Islanda, allora non potete alimentare i vostri ragazzi e i vostri uomini con una costante dieta di pornografia. Le due cose non vanno d'accordo. Quindi sarei d'accordo, che - sì - è necessario cambiare pensiero, ma è anche necessario pensare ad una attività legislativa".

## Critiche
La recente pubblicazione di Dines, Pornland: How Porn Has Hijacked our Sexuality, è stata accolta da pareri discordanti: tra le critiche espresse da coloro che non concordano sulle tesi emerse dalla pubblicazione, figura l'uso da parte dell'autrice di un linguaggio sedizioso.
Dines è stata inoltre accusata da alcune femministe di aver cercato di fomentare il panico morale, in particolare opponendosi all'industria del sesso e ai diritti dei lavoratori del settore, piuttosto che assumere una posizione rigorosa dal punto di vista accademico. Dines smentisce quest'affermazione e risponde: "accusare le femministe che si oppongono alla pornificazione della società di scatenare il panico morale significa confondere un movimento politicamente progressista con il tentativo della destra di vigilare sul comportamento sessuale delle persone".
Nel 2007 Gail Dines ha scritto un articolo sul caso dell'Università Duke, nel quale ha suggerito: "dovremmo riportare l'attenzione sugli uomini in questo caso", oltre che sulla loro condotta, "perché sappiamo che molti degli atti da loro commessi quella notte non sono in discussione. Essi hanno considerato l'assunzione di due spogliarelliste di colore una forma legittima d'intrattenimento maschile, senza rendersi conto dell'aspetto problematico della mercificazione e della sessualizzazione del corpo delle donne di colore, in un paese che ha una lunga e orribile storia di razzismo". La scrittrice Cathy Young ha visto nell'argomentazione della Dines un doppio standard, che ha criticato affermando che "le stesse femministe che, giustamente, osservano che le vittime di stupro non devono essere angeli per meritare sostegno applicano uno standard totalmente diverso agli uomini che potrebbero essere vittime di false accuse di stupro".
Le pubblicazioni e le dichiarazioni della Dines sono state attaccate da altri accademici: tra questi anche Ronald Weitzer della George Washington University, il cui saggio Pornography: the need for solid evidence critica gli scritti della Dines (in particolare Pornland), a suo avviso basati su ricerche insufficienti e fortemente discordanti con la valida letteratura esistente in materia di pornografia.
Il 30 gennaio 2013 Gail Dines ha pubblicato un articolo su CounterPunch, nel quale ha accusato il sito web BDSM Kink.com di aver violato la Convenzione delle Nazioni Unite contro la tortura: "non si tratta di un affascinante gruppo di outsider che gestisce un sito sulle fantasie sessuali, ma di un gruppo di uomini d'affari esperti, che avrebbero potuto tranquillamente lavorare ad Abu Ghraib". Queste dichiarazioni sono state criticate da Mark Kernes di Adult Video News, il quale ha replicato che "un docente universitario di 55 anni" dovrebbe "conoscere la differenza tra ciò che accade nella vita reale e ciò che avviene nei film".

## Vita privata
Dines è sposata con David Levy, professore dell'Università del Massachusetts a Boston e con lui ha un figlio.

## Pubblicazioni

### Libri
- Gail Dines, Robert Jensen e Ann Russo, Pornography: the production and consumption of inequality, New York, Routledge, 1997, ISBN 978-0-415-91813-8.
- Gail Dines e Jean Humez (a cura di), Gender, race and class in media: a critical reader, 3rd, California, Sage publications, 2010, ISBN 978-1-4129-7441-7. (First edition published 1995 under the title Gender, race and class in media: a text reader)
- Gail Dines, Pornland: how porn has hijacked our sexuality, Boston, Beacon Press, 2010, ISBN 978-0-8070-4452-0.
- Gail Dines, King Kong and the white woman: Hustler magazine and the demonization of black masculinity, in Rebecca Whisnant e Christine Stark (a cura di), Not for sale: feminists resisting prostitution and pornography, North Melbourne, Victoria, Spinifex Press, 2004,  pp. 89-101, ISBN 978-1-876756-49-9.

### Articoli
- Gail Dines, Adventures in pornland, in Huffington Post, 6 luglio 2010. URL consultato il 25 settembre 2010.
- Gail Dines, Penn, porn and me, in CounterPunch, CounterPunch, 23 giugno 2008. URL consultato il 25 settembre 2010 (archiviato dall'url originale il 30 marzo 2009).
- Gail Dines, King Kong and the white woman: Hustler magazine and the demonization of black masculinity, in Violence Against Women, vol. 4, n. 3, Sage, giugno 1998,  pp. 291-307, DOI:10.1177/1077801298004003003.
- Gail Dines, Porn: a multibillion-dollar industry that renders all authentic desire plastic, The Guardian, 4 gennaio 2011.